# Kanton Erstein
Der Kanton Erstein ist ein französischer Wahlkreis im Département Bas-Rhin in der Region Grand Est (bis 2015 Elsass) in Frankreich.

## Geschichte
Der Kanton wurde am 4. März 1790 im Zuge der Einrichtung der Départements als Teil des damaligen "Distrikts Benfeld" gegründet. Einige Zeit später (?) gehörte er zum neu gegründeten "Distrikt Schlestadt".
Mit der Gründung der Arrondissements am 17. Februar 1800 wurde der Kanton als Teil des damaligen Arrondissements Barr neu zugeschnitten. Am 10. Februar 1806 wurde aus dem Arrondissement Barr das Arrondissement Schlestadt.
Von 1871 bis 1919 gab es keine weitere Untergliederung des damaligen "Kreises Erstein".
Am 28. Juni 1919 wurde der Kanton Teil des Arrondissements Erstein, der am 24. Mai 1974 mit dem Arrondissement Sélestat zum Arrondissement Sélestat-Erstein zusammengelegt wurde.
Bei der Kantonsreform 2015 wurde die Zahl der dem Kanton angehörenden Gemeinden verdoppelt, so dass dem Kanton nun 28 statt vordem 14 Gemeinden angehören.

## Geographie
Der Kanton grenzte bis 2014 im Norden an den Kanton Geispolsheim im Arrondissement Strasbourg-Campagne, im Osten an Deutschland mit dem Ortenaukreis im Regierungsbezirk Freiburg (Baden-Württemberg), im Süden an den Kanton Benfeld, im Westen an den Kanton Obernai und im Nordwesten an den Kanton Rosheim im Arrondissement Molsheim.

## Gemeinden
Der Kanton besteht aus 28 Gemeinden mit insgesamt 48.676 Einwohnern (Stand: 1. Januar 2021) auf einer Gesamtfläche von 268,51 km²:
| Gemeinde       | Einwohner 1. Januar 2022 | Fläche km² | Dichte Einw./km² | Code INSEE | Postleitzahl |
| -------------- | ------------------------ | ---------- | ---------------- | ---------- | ------------ |
| Benfeld        | 5.870                    | 7,79       | 754              | 67028      | 67230        |
| Bolsenheim     | 574                      | 4,35       | 132              | 67054      | 67150        |
| Boofzheim      | 1.384                    | 11,94      | 116              | 67055      | 67860        |
| Daubensand     | 428                      | 3,87       | 111              | 67086      | 67150        |
| Diebolsheim    | 670                      | 7,03       | 95               | 67090      | 67230        |
| Erstein        | 10.887                   | 36,22      | 301              | 67130      | 67150        |
| Friesenheim    | 614                      | 12,03      | 51               | 67146      | 67860        |
| Gerstheim      | 3.463                    | 16,42      | 211              | 67154      | 67150        |
| Herbsheim      | 954                      | 8,60       | 111              | 67192      | 67230        |
| Hindisheim     | 1.539                    | 11,84      | 130              | 67197      | 67150        |
| Hipsheim       | 1.006                    | 4,52       | 223              | 67200      | 67150        |
| Huttenheim     | 2.697                    | 12,55      | 215              | 67216      | 67230        |
| Ichtratzheim   | 383                      | 3,09       | 124              | 67217      | 67640        |
| Kertzfeld      | 1.190                    | 9,43       | 126              | 67233      | 67230        |
| Kogenheim      | 1.241                    | 11,77      | 105              | 67246      | 67230        |
| Limersheim     | 686                      | 5,58       | 123              | 67266      | 67150        |
| Matzenheim     | 1.490                    | 7,14       | 209              | 67285      | 67150        |
| Nordhouse      | 1.736                    | 11,00      | 158              | 67336      | 67150        |
| Obenheim       | 1.358                    | 7,99       | 170              | 67338      | 67230        |
| Osthouse       | 934                      | 9,72       | 96               | 67364      | 67150        |
| Rhinau         | 2.675                    | 17,35      | 154              | 67397      | 67860        |
| Rossfeld       | 1.030                    | 6,15       | 167              | 67412      | 67230        |
| Sand           | 1.408                    | 6,35       | 222              | 67433      | 67230        |
| Schaeffersheim | 804                      | 3,96       | 203              | 67438      | 67150        |
| Sermersheim    | 961                      | 10,12      | 95               | 67464      | 67230        |
| Uttenheim      | 572                      | 4,77       | 120              | 67501      | 67150        |
| Westhouse      | 1.624                    | 11,94      | 136              | 67526      | 67230        |
| Witternheim    | 498                      | 4,99       | 100              | 67545      | 67230        |
| Kanton Erstein | 48.676                   | 268,51     | 181              | 6704       | –            |

Bis zur landesweiten Neuordnung der französischen Kantone im März 2015 gehörten zum Kanton Erstein die 14 Gemeinden Bolsenheim, Daubensand, Erstein, Gerstheim, Hindisheim, Hipsheim, Ichtratzheim, Limersheim, Nordhouse, Obenheim, Osthouse, Schaeffersheim, Uttenheim und Westhouse. Sein Zuschnitt entsprach einer Fläche von 135,27 km2. Er besaß vor 2015 einen anderen INSEE-Code als heute, nämlich 6707.